# 久野健
久野 健（くの たけし、1920年4月19日 - 2007年7月27日）は、日本の仏像研究家。日本彫刻史が専門で、仏像研究に日本で初めて光学的方法を適用した。

## 略歴
東京都出身。東京帝国大学卒。
1945年（昭和20年）、文部省美術研究所（現東京国立文化財研究所）入所。
1959年（昭和34年）、神奈川県横須賀市芦名の浄楽寺で、江戸時代の地誌に仏師運慶との関係を伝える記録があった仏像5体（阿弥陀如来坐像・観音菩薩立像・勢至菩薩立像・毘沙門天立像・不動明王立像）を調査し、内部から運慶の銘札を発見し運慶作であることを実証した。
1976年（昭和51年）に「平安初期彫刻史の研究」で東京大学より文学博士の学位を取得。
1978年（昭和53年）情報資料部長。仏教美術研究所長。

## 著書
- 上代彫刻 小山書店 1949 (美術入門叢書)
- 法隆寺の話 月曜書房 1949
- 土器とはにわ 美術出版社 1951 (みづゑ文庫)
- 法隆寺の彫刻 中央公論美術出版 1958
- 日本の彫刻 吉川弘文館 1959
- 仏像 学生社 1961
- 神護寺 中央公論美術出版 1964
- 日本の彫刻 続 第1-6 田枝幹宏写真 美術出版社 1964-65
- 東北古代彫刻史の研究 中央公論美術出版 1971
- 願成就院 中央公論美術出版 1972
- 奈良の寺 5 夢殿観音と百済観音 法隆寺 岩波書店 1973
- 運慶の彫刻 平凡社 1974
- 平安初期彫刻史の研究 吉川弘文館 1974.10
- 日本の美術 36 石仏 小学館 1975 (ブック・オブ・ブックス)
- 仏像の旅 辺境の古仏 芸艸堂 1975
- アフガニスタンの旅 六興出版 1977.6
- 白鳳の美術 六興出版 1978.4
- 秘仏 学生社 1978.8
- 仏像風土記 日本放送出版協会 1979.6 (NHKブックスカラー版)
- 古代朝鮮仏と飛鳥仏 東出版 1979.7
- 敦煌石窟の旅 六興出版 1981.7
- 渡来仏の旅 日本経済新聞社 1981.7 (A&Aブックス)
- 仏像鑑賞の基本 里文 1981.7
- 古代小金銅仏 小学館 1982.7
- 飛鳥白鳳天平仏 法蔵館 1984.1 (法蔵選書)
- 仏像のきた道 ガンダーラから慶州まで 日本放送出版協会 1985.3 (NHKブックス)
- 仏像と仏師の話 学生社 1986.5
- 仏像の歴史 飛鳥時代から江戸時代まで 山川出版社 1987.9
- 古仏礼賛 芸艸堂 1989.4
- 石井山竺園寺の仏像 十一面観世音菩薩とその体内仏調査報告 大正出版 1990.5
- 奈良国宝仏めぐり 仏像の見方がわかる 1993.6 (講談社カルチャーブックス)
- 阿修羅の道 学生社 1994.4
- 仏像名品新発見 マリア書房 2008.12 (別冊「緑青」

## 共編著
- 日本美術史 第1-2 座右宝刊行会 1949-50
- 日本美術史要説 持丸一夫共著 吉川弘文館 1954
- 薬師寺 福山敏男共著 東京大学出版会 1958 (日本美術史叢書)
- 日本史図録 第1-4 児玉幸多,斎藤忠共編 吉川弘文館 1960-64
- 関東彫刻の研究 学生社 1964
- 美術史 日本 辻惟雄,永井信一共編 近藤出版社 1970
- 日本の美術 3 法隆寺 鈴木嘉吉共著 小学館 1971 (ブック・オブ・ブックス)
- 奈良百仏 鹿島研究所出版会 1971
- 古美術ガイド 仏像 美術出版社 1974
- 仏像事典 東京堂出版 1975
- 日本古寺美術全集 第1巻 法隆寺と飛鳥の古寺 集英社 1979.5
- 日本古寺美術全集 第20巻 観世音寺と九州・四国の古寺 集英社 1981.5
- 日本古寺美術全集 第9巻 神護寺と洛西・洛北の古寺 集英社 1981.7
- 仏像鑑賞の旅 里文 1981.7
- 龍門・鞏県石窟 杉山二郎共著 六興出版 1982.5
- 日本古寺美術全集 第8巻 室生寺と南大和の古寺 集英社 1982.11
- 日本仏像名宝辞典 東京堂出版 1984.9
- 日本史小百科 21 彫刻 近藤出版社 1985.7
- 造像銘記集成 東京堂出版 1985.10
- 仏像集成 1-8 学生社 1986-97
- 観音総鑑 新人物往来社 1986.4
- 東洋仏像名宝辞典 東京堂出版 1986.7
- 図説仏像巡礼事典 山川出版社 1986.6
- 日曜関東古寺めぐり 後藤真樹共著 新潮社 1993.11 (とんぼの本)
- 江戸仏像図典 東京堂出版 1994.7